# Бакнеллский университет
Университет Бакнелла или Бакнеллский университет(англ. Bucknell University) — частный гуманитарный университет в г. Льюисберг, Пенсильвания, США. В университете обучается около 3600 студентов из более чем 50 стран мира.

## История
Основан баптистами в 1846 году как Льюисбергский университет. Своё нынешнее название получил в 1886 году.

## Школы и колледжи
Университет включает в себя Колледж искусств и наук, Школу менеджмента и Инженерный колледж.

## Рейтинги
В рейтинге U.S. News & World Report за 2016 год занял 32-е место среди гуманитарных вузов США. В рейтинге самых дорогих американских вузов, составленном журналом Forbes в 2008 году, Бакнеллский университет занял третье место.

## Выпускники и преподаватели
См. также категорию Персоналии:Бакнеллский университет
- Кан, Дэвид
- Рот, Филип
- Шинн, Ларри
- Уэйт, Ральф
- Берхану Нега